# Rannveig Ólafsdóttir
Rannveig Ólafsdóttir, née en 1963, est une géographe islandaise. Professeure de géographie physique à l'université d'Islande, elle est spécialiste des questions de tourisme et d'environnement, en particulier en Islande. Dans un contexte de tourisme de masse, ses travaux sont à l'origine de la cartographie et de l'évaluation de la nature sauvage (naturalité) islandaise à travers l'espace et le temps.

## Biographie

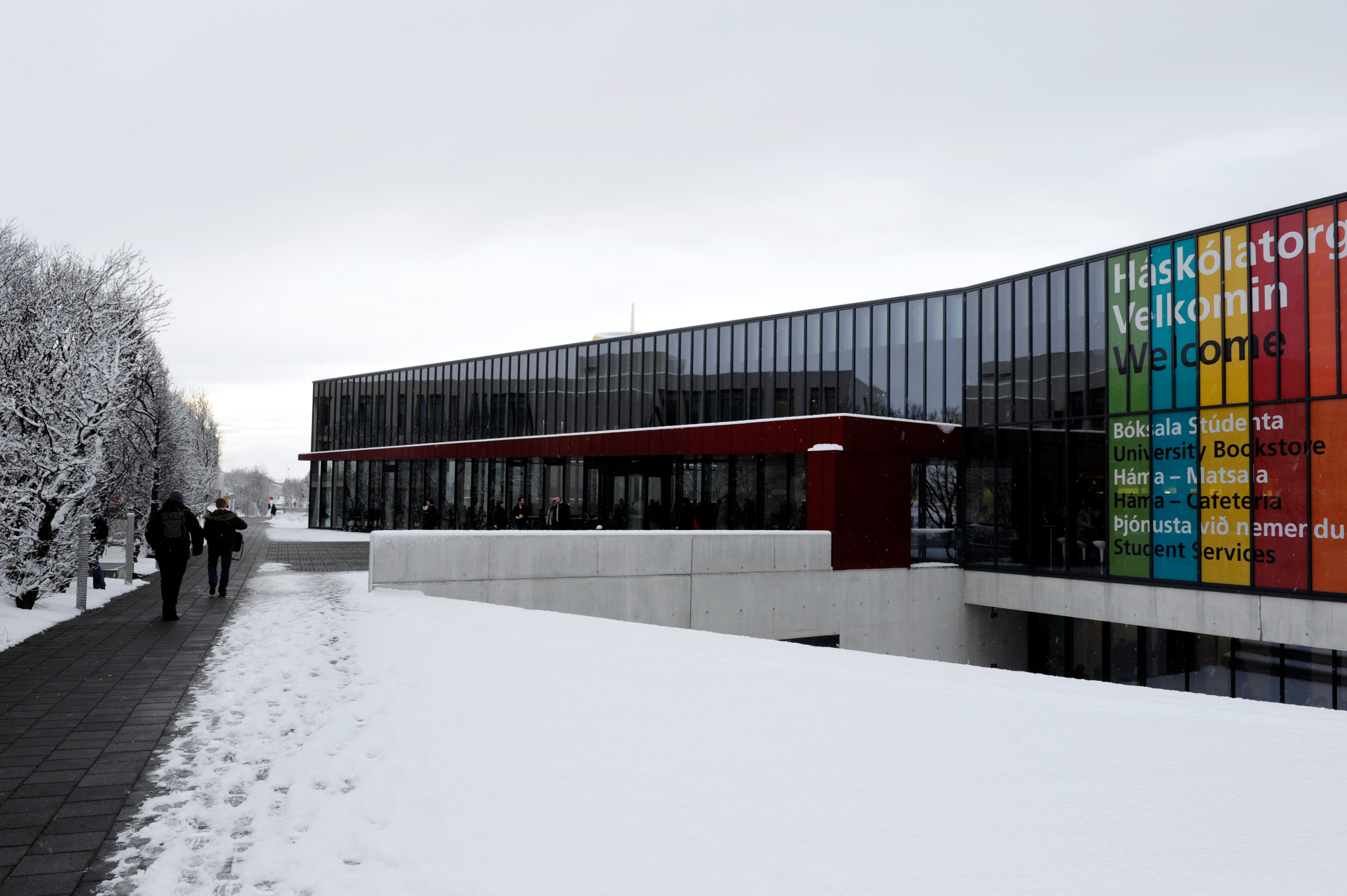
L'université d'Islande

Rannveig Ólafsdóttir naît en 1963 en Islande,. Elle commence sa carrière comme guide touristique, métier qu'elle exerce en parallèle de ses études de géographie et de géologie à l'université d'Islande. En 2002, elle soutient son doctorat sur « Land degradation and climate in Iceland : a spatial and temporal assessment (Dégradation des terres et climat en Islande : une évaluation spatiale et temporelle). » En 2007, elle est nommée maîtresse de conférences, puis en 2014 professeure de géographie à l'université d'Islande,. 
Rannveig Ólafsdóttir est membre du Centre de recherche sur le tourisme en Islande.

## Travaux

Nombre de touristes étrangers ayant visité le pays.

L'Islande accueille 2 millions de visites par an ce qui permet de rapporter près de 800 milliards de couronne islandaise (environ 5 milliards d'euros) au produit intérieur brut annuel du pays. Ces visites, qui représentent six fois la population du pays, conduisent à un tourisme de masse dans un environnement arctique et subarctique connu pour sa fragilité,. Les recherches de Rannveig Ólafsdóttir portent sur les transformations du tourisme sur l'environnement, en particulier avec le concept de nature sauvage (naturalité, wilderness),. Elle étudie les impacts environnementaux du tourisme et la mise en place du tourisme durable,. Pour ses recherches, elle mobilise les systèmes d'information géographique, la modélisation spatiale et les techniques de participation du public à la recherche,. Afin d'estimer la part de la naturalité et ses menaces, comme le tourisme, elle développe avec son équipe une méthode de cartographie et d'évaluation à travers l'espace et le temps,. Cette étude permet de montrer qu'avec des critères comme l'apparence, l'état de la nature, les effets du paysage et l'éloignement de structures humaines, 30% de l'Islande n'est pas touchée visuellement par ces impacts. Ses recherches permettent d'organiser le développement du tourisme dans le pays. Cette méthodologie est reprise dans plusieurs autres pays dans le monde,,,.
Son expertise est sollicitée par un Náttúrustofa Suðausturlands (centre nature) au travers de plusieurs rapports de recherche.

## Publications

### Chapitre d'ouvrage
- Steve Carver et Steffen Fritz, Mapping wilderness : concepts, techniques and applications, 2016 (ISBN 978-94-017-7399-7 et 94-017-7397-1, OCLC 938557482, lire en ligne), chap. 11 (« Purism scale approach for Milderness Mapping in Iceland »)

### Article
- (en) Rannveig Ólafsdóttir, « The Role of Public Participation for Determining Sustainability Indicators for Arctic Tourism », Sustainability, vol. 13, no 1,‎ janvier 2021, p. 295 (ISSN 2071-1050, DOI 10.3390/su13010295, lire en ligne, consulté le 6 novembre 2022)
- (en) Rannveig Ólafsdóttir et Micael C. Runnström, « A GIS Approach to Evaluating Ecological Sensitivity for Tourism Development in Fragile Environments. A Case Study from SE Iceland », Scandinavian Journal of Hospitality and Tourism, vol. 9, no 1,‎ janvier 2009, p. 22–38 (ISSN 1502-2250 et 1502-2269, DOI 10.1080/15022250902761504)
- (en) Rannveig Ólafsdóttir et Edita Tverijonaite, « Geotourism: A Systematic Literature Review », Geosciences, vol. 8, no 7,‎ 26 juin 2018, p. 234 (ISSN 2076-3263, DOI 10.3390/geosciences8070234, lire en ligne, consulté le 6 novembre 2022)
- Kristín Rut Kristjánsdóttir, Rannveig Ólafsdóttir et Kristín Vala Ragnarsdóttir, « Reviewing integrated sustainability indicators for tourism », Journal of Sustainable Tourism, vol. 26, no 4,‎ 3 avril 2018, p. 583–599 (ISSN 0966-9582, DOI 10.1080/09669582.2017.1364741)
- Rannveig Ólafsdóttir, Anna Dóra Sæþórsdóttir, Jorrit Noordhuizen et Wieteke Nijkrake, « Sustainable Leisure Landscapes in Icelandic Rural Communities: A Multidisciplinary Approach », Journal of Management and Sustainability, vol. 8, no 4,‎ 25 novembre 2018, p. 54 (ISSN 1925-4733 et 1925-4725, DOI 10.5539/jms.v8n4p54, lire en ligne, consulté le 6 novembre 2022)
- (en) P Parker, R Letcher, A Jakeman et M. B Beck, « Progress in integrated assessment and modelling1A Summary of a workshop on Integrated Assessment and Modelling, held at EcoSummit 2000: Integrating the Sciences, Halifax, June 18–22, 2000. See Costanza and Jorgensen (2001) for a further report on Ecosummit.1 », Environmental Modelling & Software, vol. 17, no 3,‎ 1er janvier 2002, p. 209–217 (ISSN 1364-8152, DOI 10.1016/S1364-8152(01)00059-7, lire en ligne, consulté le 6 novembre 2022)
- (en) Allison Williams et Rannveig Ólafsdóttir, « Nature-based tourism as therapeutic landscape in a COVID era: autoethnographic learnings from a visitor’s experience in Iceland », GeoJournal,‎ 27 juillet 2022 (ISSN 0343-2521 et 1572-9893, PMID 35911588, PMCID PMC9326961, DOI 10.1007/s10708-022-10713-5)